# Conleyus defodio
Famille
Genre
Espèce
Conleyus defodio est une espèce de crabe, la seule du genre Conleyus et de la famille des Conleyidae.

## Distribution
Cette espèce est endémique de Guam.

## Référence
- Ng & Ng, 2003 : Conleyus defodio, a new genus and new species of carcinoplacine crab (Crustacea: Brachyura: Gonoplacidae) from deep rubble beds in Guam. Micronesica, vol. 35–36, p. 431–439 (texte original).
- Števčić, 2005 : The reclassification of brachyuran crabs (Crustacea: Decapoda: Brachyura). Natura Croatica, vol. 14, Supplement 1, p. 1–159 (texte original).

## Sources
- Ng, Guinot & Davie, 2008 : Systema Brachyurorum: Part I. An annotated checklist of extant brachyuran crabs of the world. Raffles Bulletin of Zoology Supplement, n. 17 p. 1–286.
- De Grave & al., 2009 : A Classification of Living and Fossil Genera of Decapod Crustaceans. Raffles Bulletin of Zoology Supplement, n. 21, p. 1-109.